# Орчард Сити (Колорадо)
Орчард Сити (енгл. Orchard City) град је у америчкој савезној држави Колорадо.

## Демографија
По попису из 2010. године број становника је 3.119, што је 239 (8,3%) становника више него 2000. године.
| Група             | 2000.         | 2010.         |
| Белци             | 2.581 (89,6%) | 2.726 (87,4%) |
| Афроамериканци    | 2 (0,1%)      | 10 (0,3%)     |
| Азијати           | 13 (0,5%)     | 17 (0,5%)     |
| Хиспаноамериканци | 228 (7,9%)    | 317 (10,2%)   |
| Укупно            | 2.880         | 3.119         |